# Jared Has Aides
Jared Has Aides is aflevering #602 van de animatieserie South Park. In de Verenigde Staten werd de aflevering voor het eerst uitgezonden op 6 maart 2002.

## Plot
Jared Fogle is naar eigen zeggen afgevallen dankzij het eten van Subway-broodjes. Hij maakt reclame voor deze fastfoodketen en vertelt dat dankzij de Subway-broodjes afvallen een makkie is. Dat brengt de jongens op het idee om eenzelfde soort contract te sluiten met de City Wok, het plaatselijke Chinese restaurant.
Een running gag in deze aflevering is een misverstand tussen Jared en het publiek. Hij vertelt iedereen dat hij ook veel te danken heeft aan zijn aides, Engels voor assistenten. Dit woord klinkt echter hetzelfde als aids en de mensen denken dan ook dat Jared zegt dat hij aan deze virusziekte lijdt. Dit zorgt voor heel wat misverstanden, bijvoorbeeld als Jared zegt dat iedereen die af wil vallen, aides moet hebben of als hij zegt dat hij alle kinderen zo snel mogelijk aides wil geven.
Ondertussen sluiten de jongens een deal met de eigenaar van de City Wok, Tuong Lu Kim, en Butters wordt aangewezen als degene die gewicht verliest door het eten van de chinees. Butters heeft echter huisarrest en zijn ouders bellen elk uur naar huis om te controleren of hun zoon wel binnen blijft. Cartman neemt Butters' plaats in en pakt telkens de telefoon op als Butters. Bij de tweede keer dat ze bellen, duurt het even voordat Cartman opneemt, omdat hij Terrance en Phillip zit te kijken. Wanneer hij daarop wordt aangesproken, scheldt hij Butters' vader en moeder uit en vertelt dat hij aan het rukken is.
Kyle weet te voorkomen dat Jared gelyncht wordt en helpt het misverstand over Jareds aides uit de wereld. De mensen nemen het goed op en zijn blij: na 22,3 jaar is aids eindelijk grappig. Mensen juichen, lachen en er komt zelfs een speciaal standbeeld.
De aflevering eindigt met een scène waarin Butters weer thuiskomt. Hij bedankt Cartman voor zijn hulp en noemt hem een echte vriend. Cartman maakt zich vervolgens uit de voeten om een ligstoel en snacks te halen om zo de ruzie tussen Butters en zijn net thuisgekomen ouders te aanschouwen.